# Sweden Hockey Games 2023
Beijer Hockey Games 2023 se konaly od 9. do 12. února 2023 v Malmö. Turnaje se zúčastnily reprezentace Česka, Švýcarska, Finska a Švédska. Pět utkání se odehrálo v Malmö Areně, v Malmö. Zápas mezi Švýcarskem a Finskem v Swiss Life Areně v Curychu.

## Zápasy
| 9. února 2023 19:00 | Česko | 2 : 1 PP (1:0, 0:0, 0:1 — 1:0) | Švédsko | Malmö Arena, Malmö Návštěvnost: 5 136 |  |

| Report                                                                                         |                                                                                                |             |                                                   |                                                                               |
| Aleš Stezka                                                                                    | Aleš Stezka                                                                                    | Brankáři    | Lars Johansson                                    | Rozhodčí: Lassi Heikkinen Riku Brander Čároví: Ludvig Lundgren Emil Yletyinen |
| Jan Kovář (Dominik Lakatoš, Petr Zámorský) 17:57' Lukáš Klok (Jan Kovář, Filip Chlapík) 60:36' | Jan Kovář (Dominik Lakatoš, Petr Zámorský) 17:57' Lukáš Klok (Jan Kovář, Filip Chlapík) 60:36' | 1:0 1:1 2:1 | 42:29' Lucas Wallmark (Olle Alsing, Emil Larsson) | Rozhodčí: Lassi Heikkinen Riku Brander Čároví: Ludvig Lundgren Emil Yletyinen |
| 6 min                                                                                          | 6 min                                                                                          | Tresty      | 4 min                                             | Rozhodčí: Lassi Heikkinen Riku Brander Čároví: Ludvig Lundgren Emil Yletyinen |
| 14                                                                                             | 14                                                                                             | Střely      | 30                                                | Rozhodčí: Lassi Heikkinen Riku Brander Čároví: Ludvig Lundgren Emil Yletyinen |

| 9. února 2023 20:15 | Švýcarsko | 5 : 6 SN (1:1, 4:2, 0:2 — 0:0 — 0:1) | Finsko | Swiss Life Arena, Curych Návštěvnost: 6 623 |  |

| Report | |                                                                    | |                                                                                |
| Ludovic Waeber (od 31. minuty Melvin Nyffeler) | Ludovic Waeber (od 31. minuty Melvin Nyffeler) | Brankáři                                                           | Emil Larmi | Rozhodčí: Antonín Jeřábek Jiří Ondráček Čároví: Eric Cattaneo Dominik Schlegel |
| Luca Hischier (Willy Riedi) 06:38' Calvin Thürkauf (Fabrice Herzog) 20:14' Dario Meyer (Lukas Frick) 23:25' Simon Knak (Thierry Bader) 23:25' Michael Fora (Simon Knak) 33:20' Fabrice Herzog Ken Jäger Willy Riedi Mike Künzle Calvin Thürkauf | Luca Hischier (Willy Riedi) 06:38' Calvin Thürkauf (Fabrice Herzog) 20:14' Dario Meyer (Lukas Frick) 23:25' Simon Knak (Thierry Bader) 23:25' Michael Fora (Simon Knak) 33:20' Fabrice Herzog Ken Jäger Willy Riedi Mike Künzle Calvin Thürkauf | 0:1 1:1 2:1 3:1 4:1 4:2 5:2 5:3 5:4 5:5 Samostatné nájezdy 0:1 0:1 | 05:07' Tommi Tikka (Janne Kuokkanen, Joona Ikonen) 25:16' Arttu Ruotsalainen (Ahti Oksanen) 35:51' Ahti Oksanen (Jere Innala) 41:46' Elmeri Eronen (Tommi Tikka) 57:31' Tommi Tikka (Juhamatti Aaltonen) Ahti Oksanen Tommi Tikka Kalle Kossila Janne Koukkanen Arttu Ruotsalainen | Rozhodčí: Antonín Jeřábek Jiří Ondráček Čároví: Eric Cattaneo Dominik Schlegel |
| 6 min | 6 min | Tresty                                                             | 6 min | Rozhodčí: Antonín Jeřábek Jiří Ondráček Čároví: Eric Cattaneo Dominik Schlegel |
| 33 | 33 | Střely                                                             | 32 | Rozhodčí: Antonín Jeřábek Jiří Ondráček Čároví: Eric Cattaneo Dominik Schlegel |

| 11. února 2023 12:00 | Finsko | 6 : 1 (2:0, 4:0, 0:1) | Česko | Malmö Arena, Malmö Návštěvnost: 1 215 |  |

| Report | |                             |                                                       |                                                                                |
| Juha Jatkola | Juha Jatkola | Brankáři                    | Petr Kváča (od 24. minuty Aleš Stezka)                | Rozhodčí: Tobias Björk Christoffer Holm Čároví: Anders Nyqvist Ludvig Lundgren |
| Nikolas Matinpalo (Juhamatti Aaltonen) 11:56' Juhamatti Aaltonen (Jere Sallinen, Kalle Kossila) 14:56' Arttu Ruotsalainen (Ahti Oksanen, Juha Jääskä) 21:09' Arttu Ruotsalainen (Ahti Oksanen) 23:55' Vili Saarijärvi (Jere Innala, Julius Mattila) 28:45' Juha Jääskä (Jere Sallinen, Elmeri Eronen) 36:20' | Nikolas Matinpalo (Juhamatti Aaltonen) 11:56' Juhamatti Aaltonen (Jere Sallinen, Kalle Kossila) 14:56' Arttu Ruotsalainen (Ahti Oksanen, Juha Jääskä) 21:09' Arttu Ruotsalainen (Ahti Oksanen) 23:55' Vili Saarijärvi (Jere Innala, Julius Mattila) 28:45' Juha Jääskä (Jere Sallinen, Elmeri Eronen) 36:20' | 1:0 2:0 3:0 4:0 5:0 6:0 6:1 | 41:31' Hynek Zohorna (Jiří Smejkal, Vladimír Sobotka) | Rozhodčí: Tobias Björk Christoffer Holm Čároví: Anders Nyqvist Ludvig Lundgren |
| 4 min | 4 min | Tresty                      | 4 min                                                 | Rozhodčí: Tobias Björk Christoffer Holm Čároví: Anders Nyqvist Ludvig Lundgren |
| 20 | 20 | Střely                      | 17                                                    | Rozhodčí: Tobias Björk Christoffer Holm Čároví: Anders Nyqvist Ludvig Lundgren |

| 11. února 2023 16:00 | Švédsko | 2 : 0 (1:0, 0:0, 1:0) | Švýcarsko | Malmö Arena, Malmö Návštěvnost: 5 477 |  |

| Report | |          |                    |                                                                              |
| Jhonas Enroth                                                                                                 | Jhonas Enroth                                                                                                 | Brankáři | Sandro Aeschlimann | Rozhodčí: Lassi Heikkinen Riku Brander Čároví: Gustav Jonsson Emil Yletyinen |
| Lucas Wallmark (Marcus Sörensen, Joel Persson) 08:55' Oscar Lindberg (Marcus Sörensen, Jonathan Pudas) 56:08' | Lucas Wallmark (Marcus Sörensen, Joel Persson) 08:55' Oscar Lindberg (Marcus Sörensen, Jonathan Pudas) 56:08' | 1:0 2:0  |                    | Rozhodčí: Lassi Heikkinen Riku Brander Čároví: Gustav Jonsson Emil Yletyinen |
| 6 min | 6 min | Tresty   | 12 min             | Rozhodčí: Lassi Heikkinen Riku Brander Čároví: Gustav Jonsson Emil Yletyinen |
| 31 | 31 | Střely   | 13                 | Rozhodčí: Lassi Heikkinen Riku Brander Čároví: Gustav Jonsson Emil Yletyinen |

| 12. února 2023 12:00 | Švýcarsko | 1 : 2 PP (0:1, 0:0, 1:0 — 0:1) | Česko | Malmö Arena, Malmö Návštěvnost: 2 431 |  |

| Report                                             |                                                    |             |                                                                                                |                                                                               |
| Sandro Aeschlimann (od 29. minuty Melvin Nyffeler) | Sandro Aeschlimann (od 29. minuty Melvin Nyffeler) | Brankáři    | Aleš Stezka                                                                                    | Rozhodčí: Tobias Björk Christoffer Holm Čároví: Emil Yletyinen Gustav Jonsson |
| Mike Künzle (Calvin Thürkauf, Michael Fora) 55:15' | Mike Künzle (Calvin Thürkauf, Michael Fora) 55:15' | 0:1 1:1 1:2 | 05:13' Jakub Flek (Adam Musil, Lukáš Klok) 61:33' Filip Chlapík (Michal Kempný, Hynek Zohorna) | Rozhodčí: Tobias Björk Christoffer Holm Čároví: Emil Yletyinen Gustav Jonsson |
| 6 min                                              | 6 min                                              | Tresty      | 7 min                                                                                          | Rozhodčí: Tobias Björk Christoffer Holm Čároví: Emil Yletyinen Gustav Jonsson |

| 12. února 2023 16:00 | Švédsko | 3 : 1 (1:0, 2:0, 0:1) | Finsko | Malmö Arena, Malmö Návštěvnost: 9 327 |  |

| Report | |                 |                                                         |  |
| Lars Johansson | Lars Johansson | Brankáři        | Juha Jatkola                                            |  |
| Theodor Lennstrom (Jonathan Pudas, Marcus Sorensen) 11:53' Hardy Aktell (Isac Brannstrom, Par Lindholm) 21:56' Anton Bengtsson (Dennis Rasmussen) 29:14' | Theodor Lennstrom (Jonathan Pudas, Marcus Sorensen) 11:53' Hardy Aktell (Isac Brannstrom, Par Lindholm) 21:56' Anton Bengtsson (Dennis Rasmussen) 29:14' | 1:0 2:0 3:0 3:1 | 60:00' Robert Leino (Kalle Kossila, Juhamatti Aaltonen) |  |
| 8 min | 8 min | Tresty          | 10 min                                                  |  |

## Tabulka
| Poř. | Tým       | Z | V | VP | PP | P | VG | OG | B |
| ---- | --------- | - | - | -- | -- | - | -- | -- | - |
| 1.   | Švédsko   | 3 | 2 | 0  | 1  | 0 | 6  | 3  | 7 |
| 2.   | Finsko    | 3 | 1 | 1  | 0  | 1 | 13 | 9  | 5 |
| 3.   | Česko     | 3 | 0 | 2  | 0  | 1 | 5  | 8  | 4 |
| 4.   | Švýcarsko | 3 | 0 | 0  | 1  | 1 | 6  | 10 | 2 |